# Thomas Kufen

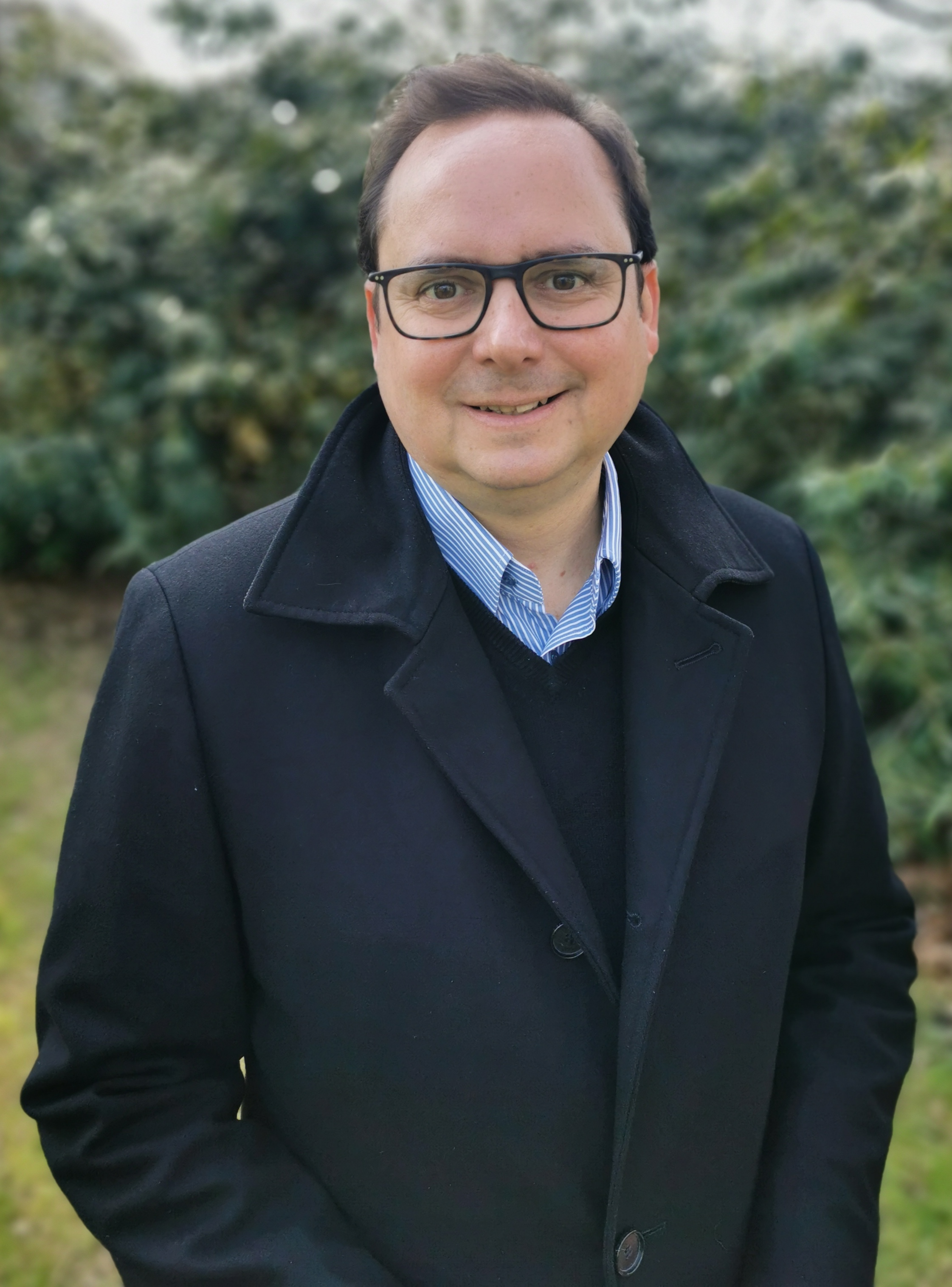
Thomas Kufen (2021)

Thomas Markus Kufen (* 5. August 1973 in Essen) ist ein deutscher Politiker (CDU) und seit Oktober 2015 Oberbürgermeister der Stadt Essen. Zuvor war er von 2000 bis 2005 und erneut von 2012 bis zum 21. Oktober 2015 Mitglied des Landtages Nordrhein-Westfalen sowie von 2005 bis 2010 Integrationsbeauftragter der damaligen Landesregierung Rüttgers.

## Werdegang

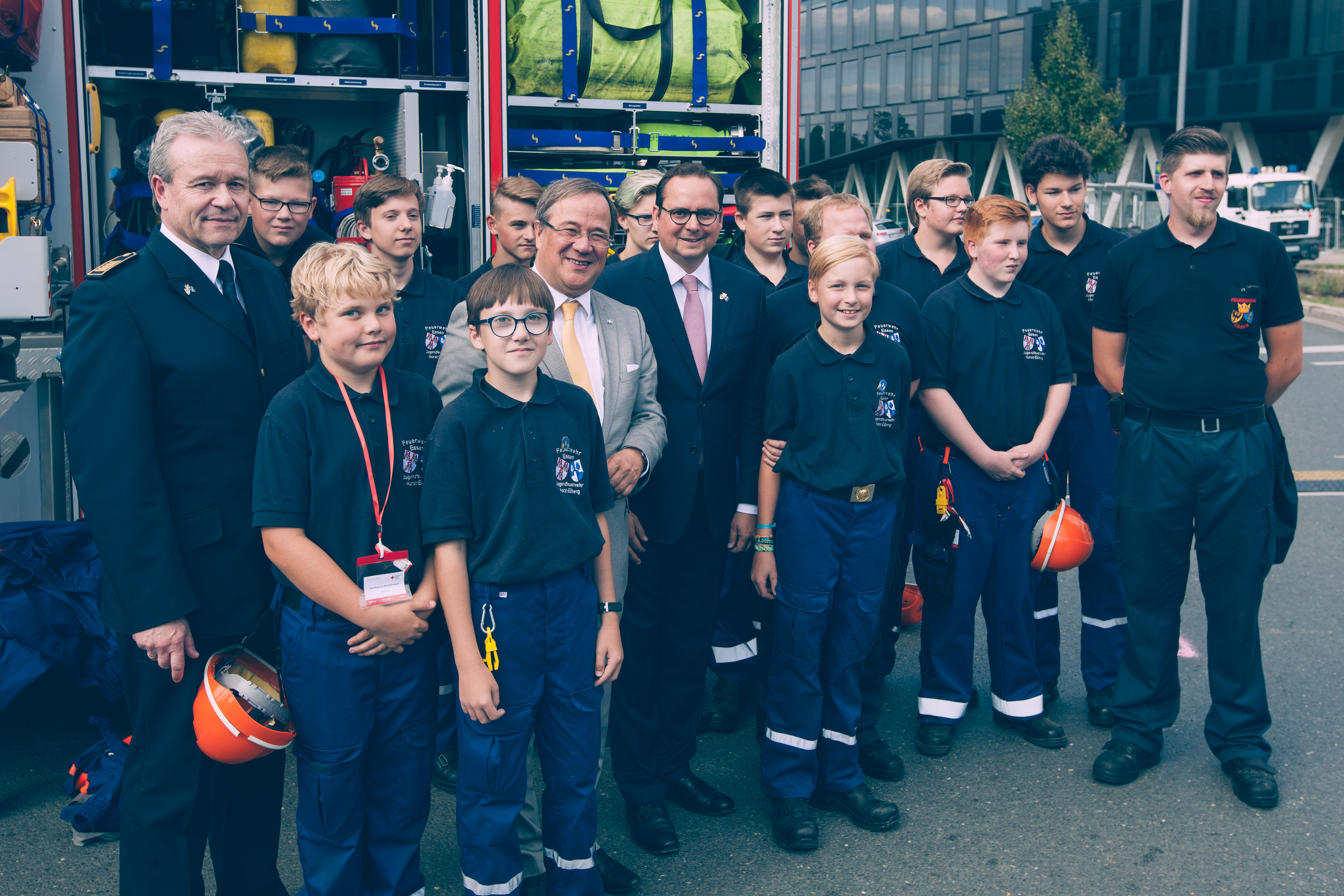
Thomas Kufen mit Ministerpräsident Armin Laschet und Mitgliedern der Feuerwehr Essen auf dem Nordrhein-Westfalen-Tag 2018 in Essen

### Beruflicher Werdegang
Nach Erlangung der Fachoberschulreife im Jahr 1991 absolvierte Thomas Kufen bis 1994 eine Ausbildung zum Bürokaufmann und war von 1994 bis 2000 kaufmännischer Angestellter im elterlichen mittelständischen Betrieb in Essen. Zwischenzeitlich leistete er von Juli 1995 bis Mai 1996 Wehrdienst in der Gustav-Heinemann-Kaserne in Essen beim Fernmelderegiment 990. Kufen ist seit 2021 Aufsichtsratsmitglied der RWE AG.

### Politischer Werdegang
Von 1988 bis 2008 war Kufen Mitglied der Jungen Union; seit 1989 ist er Mitglied der CDU. Von 1991 bis 1997 war er Vorsitzender der Jungen Union Essen und von 1996 bis 2002 Vorsitzender der Jungen Union Ruhrgebiet. Zwischen 1994 und 1999 gehörte er zudem der Bezirksvertretung IV im Essener Nord-Westen an. Seit 1999 ist er Mitglied des Rates der Stadt Essen; von 2009 bis 2015 war er Vorsitzender der dortigen CDU-Fraktion. In der CDU Essen war er von 2003 bis März 2010 Vorsitzender der CDU Borbeck und von 2005 bis 2011 stellvertretender Kreisvorsitzender der CDU Essen. Er war ab 2006 stellvertretender Bezirksvorsitzender und ist seit Mai 2021 Bezirksvorsitzender der CDU Ruhr. Seit 2014 ist er Mitglied des Landesvorstandes der CDU Nordrhein-Westfalen und seit 2018 Mitglied des CDU-Bundesvorstandes.
Von 2000 bis 2005 war Kufen Mitglied des nordrhein-westfälischen Landtags; von 2002 bis 2005 gehörte er dem Fraktionsvorstand der CDU-Landtagsfraktion an. Außerdem war er während seiner Landtagszeit migrationspolitischer Sprecher der CDU-Landtagsfraktion, Mitarbeiter der fraktionsübergreifenden Integrationsoffensive Nordrhein-Westfalen sowie stellvertretender Vorsitzender der Deutsch-Türkischen Parlamentariergruppe Nordrhein-Westfalen und Beiratsmitglied des Landeszentrums für Zuwanderung Nordrhein-Westfalen in Solingen. Er war Mitbegründer des 1997 gegründeten Deutsch-Türkischen Forums der CDU Nordrhein-Westfalen, dessen stellvertretender Vorsitzender er bis 2010 war. Von 2002 bis 2013 war er Mitglied der Aussiedlerbeauftragtenkonferenz der CDU Deutschlands.
Im Jahr 2004 war er Mitglied der 12. Bundesversammlung zur Wahl des Bundespräsidenten und 2009 und 2012 stellvertretendes Mitglied der 13. bzw. 15. Bundesversammlung.
Von 2005 bis 2010 war Kufen, berufen von Ministerpräsident Jürgen Rüttgers, Integrationsbeauftragter der Landesregierung Nordrhein-Westfalen sowie Vorsitzender des Landesbeirates für Vertriebenen-, Flüchtlings- und Spätaussiedlerfragen beim Ministerium für Generationen, Familie, Frauen und Integration sowie Kuratoriumsmitglied der Landesstiftung Gerhart-Hauptmann-Haus in Düsseldorf. Dem Landesbeirat und dem Kuratorium Gerhart-Hauptmann-Haus gehörte er zuvor schon als Mitglied des Landtags von 2000 bis 2005 an. Seit 2006 ist er zudem stellvertretender Vorsitzender der Stiftung für Türkeistudien und Integrationsforschung in Essen.
Bei der Landtagswahl in Nordrhein-Westfalen 2012 zog Kufen über Landeslistenplatz 11 der CDU wieder in den Landtag Nordrhein-Westfalen ein; nach Übernahme des Oberbürgermeisteramtes schied er am 21. Oktober 2015 aus dem Landtag aus.
Im März 2014 wurde Kufen von der CDU Essen mit 99 % aller Stimmen zum Oberbürgermeisterkandidaten für die Oberbürgermeisterwahl 2015 gewählt. Bei der Wahl am 13. September 2015 erreichte er 42,5 % der gültigen Stimmen. Da auch Reinhard Paß (SPD) weniger als die Hälfte der Stimmen für sich gewinnen konnte, kam es zur Stichwahl zwischen den beiden Kandidaten. Kufen wurde am 27. September 2015 mit 62,6 % der Stimmen zum Oberbürgermeister (und damit zum Nachfolger von Paß) gewählt. Er hat sein Amt als Oberbürgermeister der Stadt Essen am 21. Oktober 2015 angetreten. 2020 wurde er mit 54,3 % wiedergewählt.
Mitte 2022 wurde Kufen von der Mitgliederversammlung zum neuen Vorsitzenden des Städtetages Nordrhein-Westfalen gewählt. Bereits seit Dezember 2020 war er stellvertretender Vorsitzender und seit sieben Jahren im Präsidium des Deutschen Städtetages.

## Privates

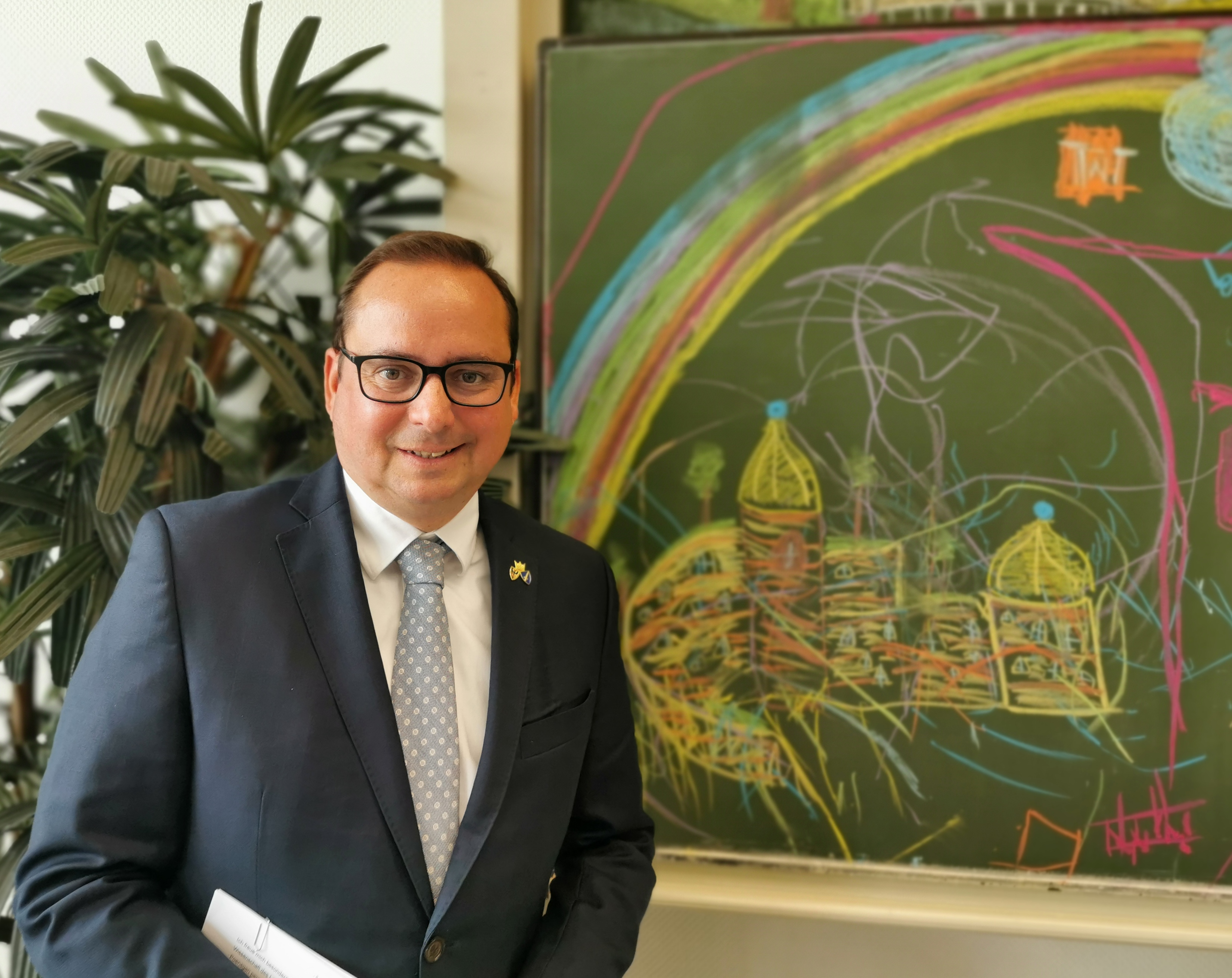
Thomas Kufen (2020)

Kufen hat zwei ältere Geschwister. Am 6. Dezember 2015 ging er eine eingetragene Lebenspartnerschaft mit seinem langjährigen Partner David A. Lüngen ein. Das Paar lebt in Essen-Schönebeck.